# Чудинов, Алексей Викторович
Алексе́й Ви́кторович Чуди́нов (28 мая 1972, Подольск — 1997, там же) — советский и российский боксёр, представитель первой тяжёлой весовой категории. Выступал за сборные команды СССР, СНГ и России в конце 1980-х годов — середине 1990-х годов, победитель турниров международного значения, бронзовый призёр чемпионата СНГ, участник летних Олимпийских игр в Барселоне. Мастер спорта России международного класса.

## Биография
Алексей Чудинов родился 28 мая 1972 года в городе Подольске Московской области. Активно заниматься боксом начал в возрасте двенадцати лет, проходил подготовку в местной секции под руководством тренера Валерия Михайловича Алексеева. По словам наставника, «звёзд с неба не хватал, но был работоспособным и внимательным».
Впервые заявил о себе ещё в 1988 году, выиграв проходившее в Ростове-на-Дону первенство РСФСР. Вынужден был пропустить около полутора лет из-за травмы руки, но затем вернулся в бокс и в первом тяжёлом весе завоевал бронзовую медаль на чемпионате СНГ 1992 года в Тамбове. Затем успешно выступил на предолимпийском боксёрском турнире в Испании, где дошёл до полуфинала, проиграв знаменитому кубинцу Феликсу Савону. Кроме того, одержал победу на чемпионате Международного совета военного спорта.
Благодаря череде удачных выступлений удостоился права выступить на летних Олимпийских играх в Барселоне, где представлял Объединённую команду, собранную из спортсменов бывших советских республик. В дебютном поединке Олимпиады со счётом 7:3 выиграл у литовца Видаса Маркевичуса, но во втором поединке со счётом 9:15 уступил представителю Ирландии Полу Дугласу.
В 1993 году Чудинов вновь получил серьёзную травму и снова вынужден был прервать свою спортивную карьеру на довольно длительный период. В 1995 году после реабилитации он вернулся к полноценным тренировкам, одержал победу на турнире «100 лет российского бокса» в Москве, выиграл Кубок Сеула, Кубок Чёрного моря, турнир сильнейших в Самаре. В 1996 году вошёл в основной состав российской национальной сборной и выступил на чемпионате Европы в Вайле, где в первом тяжёлом весе сумел дойти до стадии четвертьфиналов, проиграв поляку Войцеху Бартнику. За выдающиеся спортивные достижения был удостоен почётного звания «Мастер спорта России международного класса».
Погиб в 1997 году в результате криминальных разборок. Похоронен на Подольском городском кладбище.
Ежегодно в Подольске проводится Международный турнир памяти мастера спорта международного класса Алексея Чудинова.